# بيرسخوت إيه سي
بيرسخوت آ سي (بالهولندية: Beerschot AC) نادي كرة قدم بلجيكي يلعب في دوري الدرجة الممتازة. تم تأسيس النادي في سنة 1920.
النادي كان يضم اللاعب السوري الدولي سنحاريب ملكي في صفوفه. ويملكه الأمير السعودي عبد الله بن مساعد بن عبد العزيز ال سعود.